# تپه گلالی
تپه گلالی مربوط به هزاره ۴ قبل از میلاد است و در شهرستان کرمانشاه، بخش مرکزی، دهستان بالادربند، ۱۵۰ متری غرب جادهٔ آسفالتهٔ روستای گلالی واقع شده و این اثر در تاریخ ۲۶ اسفند ۱۳۸۷ با شمارهٔ ثبت ۲۵۵۱۴ به‌عنوان یکی از آثار ملی ایران به ثبت رسیده است.